# 다윗과 요나단
다윗과 요나단은 대한민국의 음악 그룹이다. 1987년 1집 《친구의 고백》으로 정식 데뷔했다. 주요 곡으로 〈친구의 고백〉, 〈요한의 아들 시몬아〉, 〈주만 바라볼지라〉, 〈부서져야 하리〉, 〈주님 손 잡고 일어서세요〉가 있다.

## 방송
- 제4회 극동방송 복음성가경연대회 (1985) - 특별상

## 저서
- 황국명 (2021년 11월 17일). 《친구의 고백》. 사자와어린양. ISBN 979-11-976063-0-4.